# 森一馬 (競馬)
森 一馬 （もり かずま、1993年3月13日 - ）は、中央競馬（JRA）栗東トレーニング・センター所属の騎手。神奈川県出身。

## 来歴
2008年に競馬学校騎手課程に入学（第27期）。競馬学校入学前は世田谷の馬事公苑で乗馬を習っていた。
2011年3月に栗東・松永昌博厩舎から騎手デビュー。3月26日小倉1R（3歳未勝利）でスパークスフライに騎乗して1着となり、初騎乗から9戦目でJRA初勝利を挙げた。
2年目の2012年からは障害競走への騎乗も積極的に行うようになる。同年5月27日に障害での初勝利を記録している。2015年の京都ジャンプステークスをダンツミュータントで制し、障害重賞初制覇を果たした。
2014年6月15日、フランスのシャンティイ競馬場で行われた若手騎手招待競走で海外初騎乗（6着）。
2018年はラインスピリットで淀短距離ステークス（OP）を勝利するなど平地競走で活躍。しかしその一方で、障害競走では上半期は1勝も挙げられなかった。8月4日に1勝目を挙げると、以降4か月で8勝を記録した。
2019年、小倉サマージャンプ（J-GIII）にてメイショウダッサイを重賞勝利に導くなど、キャリアハイを更新する障害競走15勝を挙げ、JRA賞最優秀障害騎手を受賞する。
2020年は障害重賞4勝を挙げ、そのうちメイショウダッサイで中山大障害を勝利しJ-GIジョッキーとなる。障害競走14勝を挙げ、2年連続でJRA賞最優秀障害騎手を受賞する。
2021年3月13日、阪神スプリングジャンプ（J-GII）をメイショウダッサイで勝利。これにより、2021年現在でJRA障害重賞が施行されている6競馬場全場で重賞を制覇するという記録を達成した。障害重賞が6競馬場で行われるようになった1999年以降、高田潤騎手に次いで史上2人目の記録であった。
2021年3月20日、中山第10Rでマサハヤニースに騎乗して勝利し、JRA通算100勝を達成した。その内訳は平地32勝、障害68勝である。
2024年3月5日をもって松永昌博の定年引退に伴い、3月6日から栗東でフリーになる。

## 騎乗成績

### 概要
|      |            | 日付           | 競馬場・開催    | 競走名                 | 馬名               | 頭数 | 人気 | 着順 |
| ---- | ---------- | -------------- | --------------- | ---------------------- | ------------------ | ---- | ---- | ---- |
| 平地 | 初騎乗     | 2011年3月5日   | 1回阪神3日目1R  | 3歳未勝利              | ミスバイアモン     | 15頭 | 14   | 8着  |
| 平地 | 初勝利     | 2011年3月26日  | 2回小倉5日目1R  | 3歳未勝利              | スパークスフライ   | 16頭 | 6    | 1着  |
| 平地 | 重賞初騎乗 | 2013年9月22日  | 4回阪神7日目11R | 神戸新聞杯             | マジェスティハーツ | 18頭 | 7    | 2着  |
| 平地 | GI初騎乗   | 2017年3月26日  | 2回中京6日目11R | 高松宮記念             | ラインスピリット   | 18頭 | 14   | 13着 |
| 障害 | 初騎乗     | 2012年2月5日   | 2回京都4日目4R  | 障害4歳以上未勝利      | メイショウユウシャ | 14頭 | 7    | 9着  |
| 障害 | 初勝利     | 2012年5月27日  | 3回京都12日目4R | 障害4歳以上未勝利      | ノボリデューク     | 14頭 | 2    | 1着  |
| 障害 | 重賞初騎乗 | 2012年7月28日  | 2回小倉1日目8R  | 小倉サマージャンプ     | ノボリデューク     | 14頭 | 9    | 5着  |
| 障害 | 重賞初勝利 | 2015年11月14日 | 5回京都3日目8R  | 京都ジャンプステークス | ダンツミュータント | 11頭 | 3    | 1着  |
| 障害 | JGI初騎乗  | 2015年4月18日  | 3回中山7日目11R | 中山グランドジャンプ   | ファイヤー         | 15頭 | 7    | 中止 |
| 障害 | JGI初勝利  | 2020年12月26日 | 5回中山7日目11R | 中山大障害             | メイショウダッサイ | 16頭 | 1    | 1着  |

### 年度別成績
| 年度   | 平地競走 | 平地競走 | 平地競走 | 平地競走 | 平地競走 | 平地競走 | 平地競走 | 障害競走 | 障害競走 | 障害競走 | 障害競走 | 障害競走 | 障害競走 | 障害競走 |
| 年度   | 1着      | 2着      | 3着      | 騎乗数   | 勝率     | 連対率   | 複勝率   | 1着      | 2着      | 3着      | 騎乗数   | 勝率     | 連対率   | 複勝率   |
| ------ | -------- | -------- | -------- | -------- | -------- | -------- | -------- | -------- | -------- | -------- | -------- | -------- | -------- | -------- |
| 2011年 | 4        | 10       | 9        | 199      | .020     | .070     | .116     | -        | -        | -        | -        | -        | -        | -        |
| 2012年 | 0        | 5        | 4        | 127      | .000     | .039     | .071     | 3        | 1        | 2        | 30       | .100     | .133     | .200     |
| 2013年 | 8        | 7        | 6        | 212      | .038     | .071     | .099     | 3        | 3        | 6        | 35       | .086     | .171     | .343     |
| 2014年 | 7        | 6        | 5        | 154      | .045     | .084     | .117     | 3        | 3        | 2        | 26       | .115     | .231     | .308     |
| 2015年 | 1        | 5        | 4        | 111      | .009     | .054     | .090     | 7        | 4        | 3        | 49       | .143     | .224     | .286     |
| 2016年 | 3        | 0        | 1        | 63       | .048     | .048     | .063     | 7        | 3        | 3        | 46       | .152     | .217     | .283     |
| 2017年 | 1        | 3        | 3        | 71       | .014     | .056     | .099     | 6        | 6        | 2        | 45       | .133     | .267     | .311     |
| 2018年 | 5        | 3        | 3        | 51       | .098     | .157     | .216     | 8        | 8        | 10       | 62       | .129     | .258     | .419     |
| 2019年 | 0        | 0        | 0        | 35       | .000     | .000     | .000     | 15       | 8        | 3        | 66       | .227     | .348     | .394     |
| 2020年 | 2        | 3        | 5        | 37       | .054     | .135     | .270     | 14       | 9        | 6        | 70       | .200     | .329     | .414     |
| 2021年 | 1        | 1        | 2        | 25       | .040     | .080     | .160     | 10       | 20       | 2        | 80       | .125     | .375     | .400     |
| 2022年 | 0        | 0        | 0        | 3        | .000     | .000     | .000     | 15       | 8        | 6        | 76       | .197     | .303     | .382     |
| 2023年 | 0        | 0        | 0        | 3        | .000     | .000     | .000     | 6        | 8        | 7        | 59       | .102     | .237     | .356     |
| 中央   | 32       | 43       | 42       | 1091     | .029     | .069     | .107     | 97       | 81       | 52       | 644      | .150     | .276     | .357     |

- JRA騎手名鑑より

### 主な勝ち鞍
- 2015年
  - 京都ジャンプステークス（ダンツミュータント）
- 2017年 
  - 新潟ジャンプステークス（グッドスカイ）
- 2019年 
  - 小倉サマージャンプ（メイショウダッサイ）
- 2020年
  - 新潟ジャンプステークス（フォイヤーヴェルク）
  - 小倉サマージャンプ（スプリングボックス）
  - 東京ハイジャンプ（メイショウダッサイ）
  - 中山大障害（メイショウダッサイ）
- 2021年
  - 阪神スプリングジャンプ（メイショウダッサイ）
  - 中山グランドジャンプ（メイショウダッサイ）
- 2022年
  - 東京ハイジャンプ（ゼノヴァース）[14]
- 2023年
  - 京都ハイジャンプ（ダイシンクローバー）[15]

### 表彰歴
- 優秀障害騎手賞（2019年 - 2020年）
- JRA賞最多勝利障害騎手（2019年 - 2020年）